# ドリフと女優の爆笑劇場
ドリフと女優の爆笑劇場（どりふとじょゆうのばくしょうげきじょう）は、テレビ朝日系列で放送された「水曜スペシャル」（1979年以降）で1977年から1987年まで放送されたコント番組。最初はタイトルが毎回変わり1978年から1979年はドリフ劇場、1979年から1981年までは「今夜は特別!!ドリフターズ!!」という番組タイトルであった。

## 概要
番組は、タイトルの通りザ･ドリフターズ・レギュラーの森光子がゲストの女優とコントを繰り広げる構成であった。メインコーナー「ドリフの爆笑家族」では、長介一家と、ゲスト女優がそのお母さん役を演じていた。
主なパターンとしては、いかりや長介がお父さん、志村けんがおじいちゃん、加藤茶が息子の茶坊、仲本工事がお兄さん、高木ブーが娘のブー子の役であった。
最初のいかりや家のお母さん役を演じたのは、小山明子。その他、全員集合の第一回から続き本番組に移植された「乙女の診察室」では、医師に扮したいかりやと看護師に扮したその他のメンバーが、受診に来た女優に対し珍問診をする。「夫婦百景」では志村と女優が夫婦の設定でコントを繰り広げる。
番組のきっかけは、1977年4月4日に放送した4回目のおめでとう!新入学だよドリフターズ（1974年 - 1979年）である。当初は「テレビ初挑戦!ドリフコントに女優男優」がサブタイトルとしてついているだけであったが1979年4月4日放送で「ドリフ劇場・女優シリーズ第7弾!!新入学だョ!!ドリフターズ」と銘打たれたため逆算すると1977年の上記放送が第1弾となる。なお男優は第1弾・第3弾のみであり、例外は元メンバーの荒井注と1982年7月7日に出演した柄本明のみである。第8弾からは今夜は特別!!ドリフターズ!!へとタイトルが変更される。その後も不定期で番組は続き1981年12月9日以降「ドリフと女優の爆笑劇場」としてタイトルが固定された。1984年から1987年は新作が1本 - 2本にとどまり大半が総集編であった。
ドリフ出演のバラエティ番組では彼らの歌唱による替え歌のテーマ曲が通例となっていたが、この番組のテーマ曲は「ドリフのズンドコ節」の替え歌であるものの、女性コーラスグループの歌唱となっていた。
最高視聴率は、1983年12月7日放送分の「～傑作集!!」が38%を記録した（「テレビ朝日開局60周年記念 年代別にすべて発表!! 番組視聴率ランキング」の1970年代視聴率ランキング 4位）。1984年2月1日には開局25周年を記念しザ･ドリフターズ!!爆笑コントだ！大行進女優まとめて名場面・大傑作というタイトルで1974年から10年間、約50本の出演番組の総集編が放送された。放送日程は不定期で1987年2月25日新作が通常放送された後3月18日に傑作選が放送されたりしている。なおこの次の1987年8月12日放送で、番組として事実上の最終回となった。2年後の1989年5月3日に傑作選が、1989年12月27日に水曜スーパーテレビ「年忘れドリフも女優も爆笑コント傑作集!!」としても放送された。

## 放送リスト
- 1977年4月4日：おめでとう!新入学だョドリフターズ テレビ朝日誕生記念 7時から2時間スペシャル
- 1977年8月10日：ワーッ夏だ!ドリフだ!全員集合 ビッグスペシャル枠
- 1978年1月3日：スペシャルだよ!!ドリフターズ「激笑の昭和史」新春スーパー枠 7時から3時間スペシャル、飛べ!孫悟空と裏被り
- 1978年4月3日：おめでとう新入学だョドリフターズ NET系列では10年ぶりとなる音楽コント
- 1978年8月30日：→ドリフ劇場
- 1979年1月10日：ドリフ劇場・女優シリーズ、この回から水曜スペシャル
- 1979年4月4日：ドリフ劇場・女優シリーズ第7弾!!新入学だョ!!ドリフターズ
- 1979年8月8日：今夜は特別!ドリフターズ
- 1979年10月10日：→今夜は特別！！ドリフターズ!!
- 1980年1月2日：今夜は特別!!お正月だよドリフターズ!! 7時から84分
- 1980年4月9日：今夜は特別!!ドリフターズ!!
- 1980年8月6日：今夜は特別!!ドリフターズ!!
- 1980年10月8日：今夜は特別!!ドリフターズ!!
- 1980年12月9日：今夜は特別!!ドリフターズ!!'80 初の総集編
- 1981年1月2日：今夜は特別!!お正月だよドリフターズ!! 初の金曜日
- 1981年12月9日：ドリフと女優の爆笑劇場 以降タイトルが固定
- 1982年4月7日：ドリフと女優の爆笑劇場
- 1982年7月7日：ドリフと女優の爆笑劇場
- 1982年10月6日：ドリフと女優の爆笑劇場
- 1982年11月3日：ドリフと女優の爆笑劇場・総集編'82!!

## コント
- いかりや家の一日→1982年以降は爆笑!長介家族、1978年8月30日以降、毎回冒頭に行う
- 女優診察室→1981年以降は乙女の診察室（公開コント）、1978年8月30日以降
- けんと女優の夫婦百景（公開コント）：1979年10月10日以降

- 女優さんの花嫁コント（公開コント）
- ドリフと女優の兵隊コント : 1979年4月4日
- ミュージック･ジャンボリー：1979年1月10日
- スピードコント：ショートコントを連続して行う

- 森乃屋旅館シリーズ

1986年4月16日『ドリフと女優の爆笑劇場!!森乃屋旅館は大さわぎ!!』（この回は他のコントはなし）
出演 - 女将：森光子、大番頭：いかりや長介、小番頭：仲本工事、板前：高木ブー、隣のじいさん：志村けん、茶太兵衛：加藤茶、仲居さん：野村昭子、仲居さん：増田恵子、お嬢さん：木内みどり、謎の女：麻丘めぐみ、芸者：堀江しのぶ（志村は加藤と女将仲居以外とは共演せず）、ナレーター：富山敬
1986年8月6日『ドリフと女優の爆笑劇場!!夏まっさかり!森乃屋旅館は大さわぎ!!』
出演 - 女将：森光子、大番頭：いかりや長介、小番頭：仲本工事、隣のじいさん：志村けん、お客さん：加藤茶、駐在さん：高木ブー、仲居さん：野村昭子、仲居さん：渡辺えり子、お客さん：荒井注　妊婦:石田紀子
1987年2月25日『ドリフと女優の爆笑劇場!!雪の森乃屋旅館は大さわぎ!!』
出演 - 女将：森光子、大番頭：いかりや長介、小番頭：仲本工事、隣のじいさん：志村けん、グルメ評論家：加藤茶、仲居さん：野村昭子、仲居さん：あき竹城、お客さん：初井言栄
1987年3月18日『ドリフと女優の爆笑劇場!!春の傑作特集・森乃屋旅館は大さわぎ!!』
この他に数本の単発公開コントで構成されていた。

## 出演した女優
- 森光子1978年4月3日に初出演、1979年10月10日のみ未出演、1980年4月9日のみ未出演、1981年以降は特別出演[2][3][4]として別格の扱いで皆勤

### 今夜は特別 - 以前
- 小林千登勢[5]：1982年10月6日[6]
- 小柳ルミ子：上記同、1977年8月10日[7]
- キャンディーズ：上記同、1977年8月10日、1978年1月3日
- 馬渕晴子：上記同
- 林寛子：上記同
- 秋野暢子：上記同、1981年12月9日
- 子門真人：上記同
- 西田敏行：上記同、1978年1月3日
- 郷ひろみ：上記同

- 京塚昌子：1977年8月10日
- 浅茅陽子：上記同、1980年10月8日
- ピンク･レディー：上記同
- アグネス･ラム：上記同

- 野際陽子[8]
- 十朱幸代：上記同
- 小松政夫：上記同
- 沢田研二：上記同
- 西城秀樹：上記同
- 長内美那子：上記同、1978年4月3日[7]、1982年7月7日[3]
- 萩尾みどり：上記同
- 高瀬春奈：上記同、1978年4月3日、1978年8月30日
- 夏純子：1978年4月3日[7]、1980年は皆勤、1981年1月2日に出演後引退

- 小山明子：1978年8月30日
- 荒井注：1978年8月30日、1986年8月6日
- 木内みどり：1978年8月30日、1980年1月2日、1980年8月6日、1981年12月9日、1982年10月6日[4][6]
- 浜美枝：1978年8月30日
- 市毛良枝：1978年8月30日、1980年4月9日、1981年12月9日
- 島かおり：1978年8月30日
- 加茂さくら：1978年8月30日
- 樹れい子：1978年8月30日
- 中原早苗：1978年8月30日
- 田坂都：1978年8月30日[7]
- ホーン･ユキ：1978年8月30日
- 藤田弓子：1978年8月30日、[9]

### 今夜は特別 - 時代
- 白川由美[7]
- 松坂慶子[7]
- 松尾嘉代[7]、1980年1月2日
- 研ナオコ[7]
- アグネス･チャン[7]
- 金沢碧[7]：1980年10月8日
- 片桐夕子[7]

- 丘さとみ：1979年4月4日
- 五大路子：1979年4月4日
- 斉藤とも子：1979年4月4日、1979年8月8日

- 岸本加世子：1979年8月8日、1980年10月8日、1982年7月7日[3]
- 松尾嘉代：1979年8月8日、[9]、1980年4月9日
- 篠ひろ子：1979年8月8日
- 山口いづみ：1979年8月8日
- 服部まこ：1979年8月8日

- 南田洋子[9]
- 沢田雅美[9]：1980年4月9日
- 倍賞美津子：1980年4月9日
- 岡江久美子：1980年4月9日

- 大山のぶ代：1980年8月6日
- 池上季実子：1980年8月6日
- 宇津宮雅代：1980年8月6日
- 岡まゆみ：1980年8月6日、1981年12月9日
- あべ静江：1980年10月8日、1982年7月7日[3]、1982年10月6日[4][6]

- 加賀まりこ：1981年1月2日
- 名取裕子：1981年1月2日
- 白都真理：1981年1月2日

### 爆笑劇場時代
- 竹下景子：1981年12月9日
- 中島ゆたか：1981年12月9日
- 宮崎美子[2]
- 田中好子（元キャンディーズ）[2]
- 由美かおる[2]
- 萬田久子[2]
- 森下愛子：1982年7月7日[3]
- 柄本明：1982年7月7日[10]
- 児島美ゆき：1982年7月7日[3]
- 多岐川裕美：1982年10月6日[4][6]
- 叶和貴子：1982年10月6日[4][6]
- 野村昭子

## スタッフ
通常版
- 企画・プロデューサー：井沢健（イザワオフィス、本来は井澤）
- 構成：田村隆
- 音楽：たかしまあきひこ
- 美術：菅野義正（テレビ朝日）
- デザイン：佐藤由基男（テレビ朝日）
- 美術進行：佐藤隆男
- 大道具：金井大道具
- 小道具：テレフィット
- 持道具：京阪商会
- 衣裳：東京衣裳
- 美粧：細野かつら
- 植木：アサヒ植木装飾
- タイトル：善家祝吉
- 技術：畑野文夫
- カメラ：海老谷充
- 調整：横田久雄
- 音声：沖田良一
- 照明：小林章
- 効果：山田弘実、明石彰
- 選曲：番匠祐司
- 編集：大田昌之
- MA：寺尾享泰
- TK：尾木みち
- 技術協力：東通、IMAGICA
- 演出補：米谷裕輔、吉成英夫、森岡茂実
- プロデューサー：本居幸治（イザワオフィス）
- プロデューサー・演出：太田正彦（テレビ朝日）
- 制作著作：テレビ朝日、イザワオフィス

1989年12月27日放送分（事実上の最終回）
- ナレーション：生島ヒロシ
- 企画：皇達也（テレビ朝日）
- 構成：田村隆
- 音楽：たかしまあきひこ
- 編集・MA：IMAGICA
- 音効：柳原英博（佳夢音）
- タイトル：善家祝吉
- 演出：菊池誠、櫛引宏一
- プロデューサー：井沢健（イザワオフィス）、三倉文宏（テレビ朝日）
- 企画協力：渡辺プロダクション
- 制作協力：スーパープロデュース（現在：クリエイティブ30）
- 制作：テレビ朝日、イザワオフィス

## 特別版
2004年3月24日（水）にザ･ドリフターズ結成40周年記念並びにテレビ朝日開局45周年記念特別番組として「ドリフと光子の爆笑!スペシャル」と題された、この番組を中心としたドリフ特集を組んだ番組が放送された。しかし、その直前の3月20日にいかりやが死去したことから、この特番が急遽追悼番組へと再構成されたうえで、「テレビ朝日開局45周年記念」の冠を外し「ザ･ドリフターズ結成40周年記念 ドリフと光子の爆笑!スペシャル」にタイトルを変更した。また、「この番組は3月11日に収録したものです」等のテロップを番組内で幾度出すようにし、いかりやが死去して間もない事を考慮しコントの台詞オチの一部を自主規制音で処理していた。
加藤・志村の進行の下でVTRを優香、さまぁ〜ず、小池栄子、松嶋尚美らのゲスト・スタジオで見る形式で、仲本、高木、森光子ほかはVTR出演をし、いかりや出演部分は「ドリフ大爆笑」（フジテレビ）の時に収録したものを流用していた。
スタッフ
- 企画：井澤健（イザワオフィス）、武居康仁（テレビ朝日）
- 演出：戸上浩（エクシーズ）
- プロデューサー：井澤健（イザワオフィス）、三倉文宏（テレビ朝日）
- 技術協力：テイクシステムズ、IMAGICA
- 美術協力：テレビ朝日クリエイト
- 制作：テレビ朝日、イザワオフィス

## その他
2009年2月8日にテレビ朝日開局50周年記念特別番組「50時間テレビ」最終日の番組として放送された「あのシーンをもう一度!伝説の高視聴率超大ヒット人気番組ぜ〜んぶ見せます!スペシャル」内で、この番組の傑作コントの一部が放送。不定期ゆえに他のドリフ番組よりも知名度が低いにも関わらず、テレ朝を代表するバラエティ「みごろ!たべごろ!笑いごろ!」「欽ちゃんのどこまでやるの!?」よりも時間を割いて放送された。